# Lidi Christiansen
Lidi Christiansen født 25. juni 1924, er en tidligere dansk atlet. Hun var medlem af Københavns IF.

## Danske mesterskaber
- Sølv 1947 100 meter 12,4

## Danske rekorder
- 1947 60 meter 7,7
- 1947 80 meter 10,1
- 1947 100 meter 12,3